# Moldau-Mädel
Die Moldau-Mädel sind ein deutsch-tschechisches Gesangsduo des volkstümlichen Schlagers, benannt nach dem Fluss Moldau, der durch die Geburtsstadt der beiden Sängerinnen Prag fließt.

## Werdegang
Eva Müller geb. Divisova (* 15. April) und Susanne Laubmann geb. Divisova (* 29. Januar) wurden als Töchter des Komponisten und Dirigenten Bretislav Divis geboren und besuchten als Kinder eine Musikschule. Nach dem Abschluss erhielt Eva ein Engagement in Deutschland. Dort lernte sie ihren späteren Ehemann, den Agenten Werner Müller kennen und kehrte nicht mehr in die Tschechoslowakei zurück. Sie erhielt dann verschiedene Engagements als Pop- und Schlagersängerin.
Ihre Schwester Susanne studierte an der Musikhochschule und hätte nach dem Abschluss 1975 ein Engagement als Opernsängerin in Prag erhalten. Eva holte sie nach Deutschland, wo sie in einer volkstümlichen Fernsehsendung auftreten sollten, dies war der erste Auftritt der Moldau-Mädel.
Sie traten im Musikantenstadl und bei den Lustigen Musikanten auf. Tourneen, teilweise auch mit Karel Gott, führten das Duo nach Kanada und in die USA.
1986 bewarb sich das Duo beim Grand Prix der Volksmusik 1986, doch erreichte ihr Lied Mir zuliebe, Dir zuliebe nicht das Finale. Mit Es lebe das Leben versuchten sie es beim Grand Prix der Volksmusik 1987 und 1988 mit Im Musikantenhimmel, doch konnten auch diese Titel das Finale nicht erreichen.
Heute sind sie nur noch gelegentlich bei volkstümlichen Fernsehveranstaltungen zu sehen.

## Bekanntere Titel
- Mir zuliebe, dir zuliebe, 1986
- Im Musikantenhimmel, 1988
- Fahr nicht schneller als dein Schutzengel fliegt
- Lass uns verrückte Dinge machen, 2000

## Diskografie (Auswahl)
- Die großen Erfolge, 1994
- Freunde, 2000
- Weihnachtszeit, 2002
- Vergissmeinnicht, 2003